# Arman Méliès
Arman Méliès, né Jean-Louis Fiévé le 28 janvier 1972 à Paris, est un auteur-compositeur-interprète et musicien multi-instrumentiste français.
Issu du groupe eNola, au sein duquel il composait sous le pseudonyme Jan Fiévé, il prend son indépendance en 2003 pour créer une musique singulière. Il a choisi son pseudonyme en référence au peintre Arman et au cinéaste Georges Méliès.

## Biographie
Arman Méliès fait ses débuts dans le groupe de Hardcore Pro Rata Temporis formé en 1992 avant de cofonder eNola, à la guitare et au chant. Composé de deux autres guitaristes, du batteur Loïc Maurin et d’Antoine Gaillet, alors à la basse, futur ingénieur du son des albums du chanteur, le groupe sort en 2002 son album Figurines, en français. Toutefois, ne réussissant pas à sortir un second opus faute d’entente avec son label, le groupe se sépare en 2005.
Parallèlement, Arman Méliès développe un projet en solitaire. Un EP sort en 2003, suivi d’un premier album l’année suivante, Néons Blancs & Asphaltine. Arman Méliès enregistre la quasi-totalité des instruments sur ses albums.
En 2013, son titre Mon plus bel incendie, dévoilé le 11 avril sur la plate-forme de vidéos YouTube, interpelle les médias pour la réalisation du clip tournée autour d'une idée ; pour être le meilleur il faut tuer ses concurrents, notamment Benjamin Biolay, Dominique A, Élodie Frégé ou Julien Doré pour les plus connus des artistes présents.
Il signe de nombreuses collaborations avec Alain Bashung, Julien Doré, ainsi que Hubert-Félix Thiéfaine.
En 2021, il figure dans la sélection des Chroniques lycéennes 2021-2022 de l'Académie Charles-Cros pour sa chanson Laurel Canyon de l'album éponyme.

## Discographie

### Albums studio
- 2004 : Néons blancs & Asphaltine
- 2004 : Le magasin pittoresque
- 2006 : Les tortures volontaires
- 2008 : Casino
- 2013 : AM IV
- 2015 : Vertigone
- 2020 : Roden Crater
- 2020 : Basquiat's Black Kingdom
- 2021 : Laurel Canyon
- 2023 : Obaké

### EP
- 2003 : Le long train lent et les beaux imbéciles
- 2005 : San Andreas
- 2018 : Échappées Belles Vol. 1

### Autres projets
GRAN VOLCANO
- 2012 : This Walled Up Garden (concert instrumental enregistré en 03/2012 en première partie de Julien Doré)

## Collaborations musicales
- 2007 : With a Little Help from My Friends de Landscape
- 2008 : Bleu pétrole d'Alain Bashung en tant que co-compositeur de Venus et de Tant de nuits
- 2008 : Ersatz de Julien Doré en tant que guitariste (il l'accompagne ensuite sur scène au sein des Bash jusqu'en décembre 2009)
- 2008 : Fantaisie littéraire, livre-disque, participation en tandem avec l'écrivain Eric Meunié
- 2009 : Débuts du Basquiat’s Black Kingdom, projet collectif avec Weegee Lazarus, Darko Fitzgerald, Vance Fitzgerald II, Matt Forest et Earl "Riffle" Peterson
- 2010 : Le Souffle court, de Radiosofa, duo sur le titre Voyageurs immobiles[7]
- 2011 : Suppléments de mensonge, Hubert-Félix Thiéfaine, composition de deux titres, 3 poèmes pour Annabel Lee et Infinitives Voiles[8]
- 2011 : Bichon, Julien Doré, écriture de trois titres : Laisse Avril, Glenn Close, Vitriol
- 2013 : LØVE, Julien Doré, écriture de deux titres : London nous aime, Mon apache
- 2014 : Stratégie de l'inespoir, Hubert-Félix Thiéfaine, composition de deux titres, Fenêtre sur désert et Résilience zéro
- 2016 : &, Julien Doré, composition de Caresse
- 2021 : Géographie du vide, Hubert-Félix Thiéfaine, composition de deux titres, Page noire et Combien de jours encore